# Giovanni Maria Sussarello
Giovanni Maria Sussarello (fl. XIX secolo) è stato un politico italiano.
Venne eletto deputato alla Camera del Regno di Sardegna per le prime quattro legislature e dal 1852 al 1854 fu sindaco di Sassari.